# 코스의 정리
코스의 정리(Coase theorem, 코스의 법칙)는 로널드 코스(Ronald H. Coase)가 만든 경제학 이론으로서, 민간경제의 주체들이 자원의 배분 과정에서 아무런 비용을 치르지 않고 협상을 할 수 있다면, 외부효과로 인해 초래되는 비효율성을 시장에서 그들 스스로 해결할 수 있다는 정리이다. 이 정리는 경제적 효율성 및 정부의 자산 분배와 관련이 있으며, 거래 비용의 존재에 대한 이론적 바탕이 된다.
1937년에 발표된 코스의 《기업의 본질(The Nature of the Firm)》에서는 기업 조직에 대한 이론을 설명하기 위해 거래 비용에 대한 부분에 중점을 두어 설명하였다. 이 논문으로 코스는 1991년 노벨 경제학상을 수상하였다. 코스의 정리는 현대의 정부 규제를 경제적 분석으로 이해하기 위한 중요한 바탕이 되었다.
이 정리에 따르면 기업은 추가 거래를 기업 내부에서 처리할 때에 드는 비용과 외부의 시장에서 처리하는 비용과 비교하여 같아질 때까지 조직이 확대되는 경향을 가진다. 현대적인 해석은 거래 비용 감소에 따라 기업 내의 조직의 복잡성, 기업의 수는 감소한다는 정리이다. 내부적으로 처리하는 비용이 더 낮으면 조직은 유지될 수 있다. (혹은 확대 되거나) 따라서 기본적으로는 개인이 1:1로 거래할 때 드는 비용보다 기업을 조직하고 유지하는 데 드는 비용이 더 저렴하기 때문에 기업이 본질적 가치를 가진다고 한다.
1990년대 이후 인터넷의 등장으로 이 정리는 새로운 국면을 맞이한 세계 경제를 설명하는 새로운 이론으로 다시 주목받게 되었다. 인터넷을 이용하게 됨에 따라 거래 비용이 획기적으로 낮아졌고, 그런 시장에서는 해당 거래 비용을 내부적으로 처리하던 조직의 경쟁력을 약화시키는 현상이 나타났기 때문이다.

## 정리
코스는 무선통신의 발달로 코스의 정리가 영향력을 갖게 되었다고 하였다. 두 통신사가 있다면, 서로 간섭 현상이 일어나게 되고, 가장 효율적인 방식의 분배를 위해 협상을 하게 될 것이라는 것이다.
코스의 정리는 두 재산권의 경계가 분명하다면, 분배방식은 시장에서 최종적으로 가장 효율적인 상태에 도달하게 된다는 것이다. 다만, 이것은 거래비용이 전혀 없다는 상황에서만 성립하는 내용이며, 거래비용이 있는 경우에는 시장에서의 분배 협상에 장애가 된다. (담판비용, 소송비용 등)
분배자(정부)는 당연히 거래비용이 나타날 수 있는 상황을 최대한 줄여서 시장참여자들이 거래를 하는 데에 충분한 상태로 만들어 주는 역할을 해야 하며, 이러한 모습이 나타나는 시장은 최종적으로 효율적인 상태에 충분히 도달하게 된다.

## 예
갑과 을은 이웃이다. 그런데 갑이 기르는 강아지로 인해서 을이 고통을 받고 있다. 갑은 강아지를 기르며 즐거움을 누리지만, 을은 개 짖는 소리에 잠을 못이루기 때문이다. 이 상태를 돈의 가치로 표현 해보자. 갑은 개를 기르면서 얻는 가치는 500이고, 을의 고통은 800이다. 이 경우 양자는 어떻게 해결을 볼 수 있겠는가?
이럴 경우 두 가지 해결 가능성이 있다.
1. 갑에게 사육권이 있는 경우와,
2. 을에게 조용히 수면을 취할 권리가 있는 경우이다.

사육권이 인정되는 경우
을은 갑에게 강아지를 처분하면 보상하겠다고 제안하는 것이다. 갑은 보상액이 강아지로부터 얻는 혜택보다 크다면 제안을 받아들일 것이다. 을은 갑에게 강아지를 처분하는 대가로 최대지불용이 800을 지불할 의사가 있고, 갑의 경우 최소한 500이상을 받으면 되기 때문에, 500~ 800 사이에서 갑은 이를 기꺼이 수락할 것이고, 이 결과 두 사람 모두 전보다 높은 경제적 후생수준을 누릴 수 있는 효율적인 결과에 도달하게 되는 것이다.
수면권이 보장되는 경우
을에게 법적으로 갑의 강아지를 처분하도록 요구할 권리가 있을 수도 있다. 하지만 다른 경우로, 갑은 강아지를 기를 수 있게 해달라는 대신 을에게 그만큼의 보상을 해 주겠다고 제안할 수 있다. 하지만, 이럴 경우 을이 받는 고통인 800이상의 가치를 지불해야 하기 때문에, 갑은 300 이상의 손해를 보게 되고, 갑은 강아지를 처분할 수밖에 없을 것이다.(하지만 이런 결과는 결과적으로 혜택과 고통을 감안한다면 이 결과도 효율적인 것으로 볼 수 있을 것이다.)
만약 갑의 가치가 800, 을의 피해는 500일 때도 코스의 정리는 성립한다. 비록 두 사람은 법적권리가 누구에게 존재하든지 효율적인 결과에 도달할 수 있지만 그 권리가 누구에게 있는가에 따라 경제적 후생이 어떻게 배분되는지가 결정된다. 이러한 예로 코스의 정리는 이해될 수 있으며, 이는 공공경제학이나 법경제학, 자원경제학에서 적용되어 사용되기도 한다.

## 한계
행태경제학자들은 보유 효과에 따라서 수취 의사액과 지불 의사액의 괴리가 발생하는데, 코스의 정리는 이 두 액수가 일치한다는 암묵적인 전제를 바탕에 두고 있으므로 코스의 정리가 더 이상 성립하지 않는다고 주장하고 있다.

## 같이 보기
- 후생경제학의 기본 정리
- 경제학
- 경제적 효율
- 시장 실패
- 환경경제학